# Vitalie Bordian
Vitalie Bordian (in russo Виталий Вячеславович Бордиян?; Chișinău, 11 agosto 1984) è un calciatore moldavo, difensore dell'Austria XIII.

## Carriera

### Club
Dopo aver giocato con Zimbru Chișinău e Lokomotiv Mosca, nel 2004 si trasferisce al Metalist Charkiv.

### Nazionale
Conta varie presenze nella Nazionale moldava.

## Palmarès

### Club
- Supercoppa di Moldavia: 1

Sheriff Tiraspol: 2016
- Coppa di Moldavia: 1

Sheriff Tiraspol: 2016-2017
- Campionato moldavo: 2

Sheriff Tiraspol: 2016-2017, 2017

### Individuale
- Calciatore moldavo dell'anno: 1

2008